# Nowy Świat (osada leśna w województwie kujawsko-pomorskim)
Nowy Świat – osada leśna w Polsce położona w województwie kujawsko-pomorskim, w powiecie brodnickim, w gminie Górzno.
W latach 1975–1998 miejscowość administracyjnie należała do województwa toruńskiego.